# DDR-Meisterschaften im Feldfaustball 1963
Die DDR-Meisterschaften im Feldfaustball 1963 waren die 14. Austragung der DDR-Meisterschaften der Männer und Frauen im Feldfaustball der DDR im Jahre 1963.
Der letzte Spieltag fand am 25. August 1963 im „Ernst-Thälmann-Stadion“ in Zeitz, das finale Entscheidungsspiel der Männer aber erst am 6. Oktober 1963 an gleichem Ort statt.

## Frauen
Die Frauenliga wurde in diesem Jahr in vier Gruppen ausgetragen.
Einheit Rostock, Lok Schwerin und Motor Rathenow traten in Gruppe I an; Aufsteiger Fortschritt Groitzsch, SG Eutritzsch und Aktivist Staßfurt spielten in Gruppe II, Medizin Weimar, Motor West Suhl und Chemie Jena in Gruppe III und Rotation Dresden Mitte, ISG Hirschfelde und Energie Görlitz in Gruppe IV.
Die Mannschaft von Lok Köthen, im Vorjahr noch Bronzemedaillengewinner, spielte nicht mehr in der Oberliga – vermutlich aufgrund der Regelung des Zwangsabstieges bei ungenügender Nachwuchsarbeit.

Abschlusstabelle:
| Platz | Mannschaft                | Punkte |
| 1.    | Energie Görlitz (N)       |        |
| 2.    | Lokomotive Schwerin       |        |
| 3.    | SG Leipzig-Eutritzsch     |        |
|       | Einheit Rostock (M)       |        |
|       | ISG Hirschfelde           |        |
|       | Motor Rathenow            |        |
|       | Fortschritt Groitzsch (N) |        |
|       | Motor West Suhl           |        |
|       | Rotation Dresden Mitte    |        |
|       | Aktivist Staßfurt         |        |
|       | Medizin Weimar            |        |
|       | Chemie Jena (N)           |        |

Auf-/Abstieg: Da in der Vorsaison keine Mannschaft abstieg, spielten zwölf Mannschaften in der Frauen-Oberliga, von denen daher vier absteigen sollten, letztlich aber – bei fünf Absteigern – nur sieben in der Oberliga verblieben. Zu den Aufstiegsspielen in Halle hatten acht Mannschaften gemeldet, von denen drei nicht teilnahmen. Lok Schleife und Chemie Weißwasser erreichten den Aufstieg zur Oberliga 1964.
| Platz | Mannschaft             | Punkte           |
| 1.    | Lokomotive Schleife    | 8:0              |
| 2.    | Chemie Weißwasser      | 6:2              |
| 3.    | Turbine Halle          | 4:4              |
| 4.    | Lokomotive Schwerin II | 2:6              |
| 5.    | Empor Grabow           | 0:8              |
| –     | Medizin Weimar         | nicht angetreten |
| –     | SG Heidenau            | abgesagt         |
| –     | Motor Radeberg         | abgesagt         |

## Männer
Die Mannschaften spielten wie in den Vorjahren in zwei Staffeln, wobei gegenüber dem Vorjahr Empor Rudolstadt und Chemie Zeitz die Staffeln wechselten. An den Spieltagen 1 und 3 spielten die Staffeln untereinander und an den Spieltagen 2 und 4 gegen die Mannschaften der anderen Staffel.
ISG Hirschfelde I und II, Fortschritt Zittau, Empor Rudolstadt, Fortschritt Glauchau und Aufsteiger SG Eutritzsch spielten in Staffel I; Chemie Zeitz, Motor West Erfurt, Lok Wittstock, Empor Barby, Einheit Halle und Aufsteiger Lok Schwerin in Staffel II.
Aufgrund gleicher Punktestände zwischen den beiden Ersten der Punktspielrunde wurde ein Entscheidungsspiel am 6. Oktober 1963 im Ernst-Thälmann-Stadion in Zeitz ausgetragen.
Finale
- Chemie Zeitz – ISG Hirschfelde 35:20 (16:9)

Damit lösten die Zeitzer den seit 1955 erfolgreichen DDR-Meister aus Hirschfelde ab.
Abschlusstabelle:
| Platz | Mannschaft                | Punkte |
| 1.    | Chemie Zeitz              | 40:4   |
| 2.    | ISG Hirschfelde (M)       | 40:4   |
| 3.    | Empor Rudolstadt          |        |
|       | Lok Wittstock             |        |
|       | Empor Barby               |        |
|       | Fortschritt Zittau        |        |
|       | Motor West Erfurt         |        |
|       | ISG Hirschfelde II        |        |
|       | SG Leipzig-Eutritzsch (N) |        |
|       | Einheit Halle             |        |
|       | Fortschritt Glauchau      |        |
|       | Lok Schwerin (N)          |        |

Auf-/Abstieg: Die Mannschaften auf den beiden letzten Plätzen stiegen direkt ab. Am 11. August 1963 fanden die Aufstiegsspiele in Leipzig statt. Die acht qualifizierten Mannschaften spielten in zwei Staffeln. In Vergleichen unter den jeweils ersten beiden setzten sich am Ende beide Dresdner Mannschaften Motor Dresden Ost und Rotation Dresden Mitte durch.
| Platz | Mannschaft            |
| 1.    | Motor Dresden Ost     |
| 2.    | Chemie Jena           |
| 3.    | Lokomotive Güstrow    |
| 4.    | Fortschritt Eppendorf |

| Platz | Mannschaft             |
| 1.    | Rotation Dresden Mitte |
| 2.    | Chemie Zeitz II        |
| 3.    | Schleusingen           |
| 4.    | Motor Rathenow         |

## Weblink
- Faustball-DDR-Meisterschaften auf sport-komplett.de